# Images de la vie
Pour les articles homonymes, voir Imitation of Life.
Pour plus de détails, voir Fiche technique et Distribution.
Images de la vie (titre original : Imitation of life) est un film américain en noir et blanc réalisé par John M. Stahl, sorti en 1934. 
Le scénario de William Hurlbut s'inspire du roman de Fannie Hurst, Imitation of life, publié en 1933.
Un remake sera tourné en 1958 par Douglas Sirk : Mirage de la vie, avec Lana Turner et Juanita Moore, film sorti en salle en avril 1959.

## Synopsis
Le destin de deux femmes (l'une Blanche, l'autre Noire) étalée sur plusieurs années, où se mêlent des intrigues amoureuses et des devoirs envers des communautés religieuses. 

## Fiche technique
- Titre : Images de la vie
- Titre original : Imitation of life
- Réalisation : John M. Stahl
- Scénario : William Hurlbut, d'après le roman de Fannie Hurst, Imitation of life (1933)
- Musique : Heinz Roemheld
- Direction artistique : Charles D. Hall
- Photographie : Merritt B. Gerstad
- Montage : Philip Cahn et Maurice Wright
- Producteurs : John M. Stahl, Henry Henigson (production associé) et Carl Laemmle Jr. (producteur exécutif)
- Société de production et de distribution : Universal Pictures
- Pays de production :  États-Unis
- Langue originale : anglais américain
- Format : noir et blanc — 35 mm — 1,37:1 — son : mono (Western Electric Noiseless Recording)
- Genre : mélodrame
- Durée : 111 minutes
- Dates de sortie :
  - États-Unis : 26 novembre 1934
  - France : 11 mars 1935[2],[3]

## Distribution
- Claudette Colbert (VF : Claude Marcy) : Beatrice « Bea » Pullman
- Rochelle Hudson : Jessie Pullman, sa fille, à 18 ans
- Marilyn Knowlden (en) : Jessie Pullman, à 8 ans
- Juanita Quigley : Jessie Pullman, à 3 ans
- Louise Beavers (VF : Lita Recio) : Delilah Johnson, la femme noire
- Fredi Washington : Peola Johnson, sa fille, à 19 ans
- Dorothy Black : Peola Johnson, à 9 ans
- Sebie Hendricks : Peola Johnson, à 4 ans
- Warren William : Steve Archer
- Ned Sparks : Elmer Smith
- Alan Hale : Martin
- Juanita Quigley : Jessie Pullman, enfant
- Henry Armetta : le peintre
- Wyndham Standing : Jarvis, le majordome de Beatrice

Acteurs non crédités
- Noel Francis : Mme Eden
- Paul Porcasi : le directeur du restaurant
- Alma Tell : Mme Craven
- Walter Walker : Hugh
- Clarence Wilson : M. Bristol, le propriétaire